# Рацендув
Рацендув (пол. Racendów) — село в Польщі, у гміні Котлін Яроцинського повіту Великопольського воєводства.
Населення — 299 осіб (2011).
У 1975-1998 роках село належало до Каліського воєводства.

## Демографія
Демографічна структура станом на 31 березня 2011 року:
|          | Загалом | Допрацездатний вік | Працездатний вік | Постпрацездатний вік |
| -------- | ------- | ------------------ | ---------------- | -------------------- |
| Чоловіки | 151     | 39                 | 99               | 13                   |
| Жінки    | 148     | 34                 | 83               | 31                   |
| Разом    | 299     | 73                 | 182              | 44                   |